# Amt Dagebüll
Das Amt Dagebüll war ein Amt im Kreis Südtondern in Schleswig-Holstein. Es bestand aus den fünf nachfolgend genannten Gemeinden:
1. Christian-Albrechts-Koog
2. Dagebüll
3. Juliane-Marienkoog
4. Kleiseerkoog
5. Marienkoog

## Geschichte
1889 wurde im Kreis Tondern der Amtsbezirk Dagebüllerkoog aus den Gemeinden Alter Christian-Albrechts-Koog, Dagebüllerkoog, Juliane-Marienkoog, Kleiseerkoog, Marienkoog und Neuer Christian-Albrechts-Koog gebildet. Um die Jahrhundertwende wurden die Gemeinden Alter und Neuer Christian-Albrechts-Koog zur Gemeinde Christian-Albrechts-Koog zusammengefasst.
1948 wurde der Amtsbezirk aufgelöst und die fünf Gemeinden bildeten fortan das Amt Dagebüll. 1959 änderte die Gemeinde Dagebüllerkoog ihren Namen in Dagebüll. 1967 wurde das Amt aufgelöst und die Gemeinden bildeten mit den Gemeinden der Ämter Fahretoft und Lindholm das Amt Bökingharde.
Die drei Gemeinden Christian-Albrechts-Koog, Kleiseerkoog und Marienkoog fusionierten 1974 zur Gemeinde Galmsbüll und die Gemeinde Juliane-Marienkoog wurde 1978 nach Dagebüll eingemeindet.